# Сборная Чехии по футболу (до 17 лет)
Сборная Чехии по футболу (до 17 лет) — национальная футбольная сборная Чехии, за которую имеют право выступать игроки возрастом 17 лет и младше. Главным тренером сборной является Иржи Жилак. Сборная находится под управлением Футбольной ассоциации Чехии. Игроки сборной принимают участие в Чемпионате Европы для юношей до 17 лет и Чемпионате мира среди юношеских команд.

## Результаты на юношеских чемпионатах мира
| Год   | Этап                 | И                    | В                    | Н*                   | П                    | ГЗ                   | ГП                   |
| ----- | -------------------- | -------------------- | -------------------- | -------------------- | -------------------- | -------------------- | -------------------- |
| 2003  | Не участвовала       | Не участвовала       | Не участвовала       | Не участвовала       | Не участвовала       | Не участвовала       | Не участвовала       |
| 2005  | Не участвовала       | Не участвовала       | Не участвовала       | Не участвовала       | Не участвовала       | Не участвовала       | Не участвовала       |
| 2007  | Не участвовала       | Не участвовала       | Не участвовала       | Не участвовала       | Не участвовала       | Не участвовала       | Не участвовала       |
| 2009  | Не участвовала       | Не участвовала       | Не участвовала       | Не участвовала       | Не участвовала       | Не участвовала       | Не участвовала       |
| 2011  | Групповой этап       | 3                    | 1                    | 0                    | 2                    | 2                    | 5                    |
| 2013  | Не участвовала       | Не участвовала       | Не участвовала       | Не участвовала       | Не участвовала       | Не участвовала       | Не участвовала       |
| 2015  | Не участвовала       | Не участвовала       | Не участвовала       | Не участвовала       | Не участвовала       | Не участвовала       | Не участвовала       |
| 2017  | Не участвовала       | Не участвовала       | Не участвовала       | Не участвовала       | Не участвовала       | Не участвовала       | Не участвовала       |
| 2019  | Не квалифицировалась | Не квалифицировалась | Не квалифицировалась | Не квалифицировалась | Не квалифицировалась | Не квалифицировалась | Не квалифицировалась |
| 2021  | Чемпионат отменён    | Чемпионат отменён    | Чемпионат отменён    | Чемпионат отменён    | Чемпионат отменён    | Чемпионат отменён    | Чемпионат отменён    |
| 2023  | Не квалифицировалась | Не квалифицировалась | Не квалифицировалась | Не квалифицировалась | Не квалифицировалась | Не квалифицировалась | Не квалифицировалась |
| 2025  | Квалифицировалась    | Квалифицировалась    | Квалифицировалась    | Квалифицировалась    | Квалифицировалась    | Квалифицировалась    | Квалифицировалась    |
| Всего | 1/10                 | 3                    | 1                    | 0                    | 2                    | 2                    | 5                    |

*В ничьи включены также матчи плей-офф, которые завершились послематчевыми пенальти.

## Результаты на юношеских чемпионатах Европы
| Год   | Этап                     | И                        | В                        | Н*                       | П                        | ГЗ                       | ГП                       |
| ----- | ------------------------ | ------------------------ | ------------------------ | ------------------------ | ------------------------ | ------------------------ | ------------------------ |
| 2002  | Групповой этап           | 3                        | 1                        | 0                        | 2                        | 5                        | 9                        |
| 2003  | Не прошла квалификацию   | Не прошла квалификацию   | Не прошла квалификацию   | Не прошла квалификацию   | Не прошла квалификацию   | Не прошла квалификацию   | Не прошла квалификацию   |
| 2004  | Не прошла квалификацию   | Не прошла квалификацию   | Не прошла квалификацию   | Не прошла квалификацию   | Не прошла квалификацию   | Не прошла квалификацию   | Не прошла квалификацию   |
| 2005  | Не прошла квалификацию   | Не прошла квалификацию   | Не прошла квалификацию   | Не прошла квалификацию   | Не прошла квалификацию   | Не прошла квалификацию   | Не прошла квалификацию   |
| 2006  | Финал                    | 5                        | 3                        | 2                        | 0                        | 9                        | 4                        |
| 2007  | Не прошла квалификацию   | Не прошла квалификацию   | Не прошла квалификацию   | Не прошла квалификацию   | Не прошла квалификацию   | Не прошла квалификацию   | Не прошла квалификацию   |
| 2008  | Не прошла квалификацию   | Не прошла квалификацию   | Не прошла квалификацию   | Не прошла квалификацию   | Не прошла квалификацию   | Не прошла квалификацию   | Не прошла квалификацию   |
| 2009  | Не прошла квалификацию   | Не прошла квалификацию   | Не прошла квалификацию   | Не прошла квалификацию   | Не прошла квалификацию   | Не прошла квалификацию   | Не прошла квалификацию   |
| 2010  | Групповой этап           | 3                        | 0                        | 2                        | 1                        | 2                        | 4                        |
| 2011  | Групповой этап           | 3                        | 0                        | 3                        | 0                        | 2                        | 2                        |
| 2012  | Не прошла квалификацию   | Не прошла квалификацию   | Не прошла квалификацию   | Не прошла квалификацию   | Не прошла квалификацию   | Не прошла квалификацию   | Не прошла квалификацию   |
| 2013  | Не прошла квалификацию   | Не прошла квалификацию   | Не прошла квалификацию   | Не прошла квалификацию   | Не прошла квалификацию   | Не прошла квалификацию   | Не прошла квалификацию   |
| 2014  | Не прошла квалификацию   | Не прошла квалификацию   | Не прошла квалификацию   | Не прошла квалификацию   | Не прошла квалификацию   | Не прошла квалификацию   | Не прошла квалификацию   |
| 2015  | Групповой этап           | 3                        | 1                        | 0                        | 2                        | 1                        | 7                        |
| 2016  | Не прошла квалификацию   | Не прошла квалификацию   | Не прошла квалификацию   | Не прошла квалификацию   | Не прошла квалификацию   | Не прошла квалификацию   | Не прошла квалификацию   |
| 2017  | Не прошла квалификацию   | Не прошла квалификацию   | Не прошла квалификацию   | Не прошла квалификацию   | Не прошла квалификацию   | Не прошла квалификацию   | Не прошла квалификацию   |
| 2018  | Не прошла квалификацию   | Не прошла квалификацию   | Не прошла квалификацию   | Не прошла квалификацию   | Не прошла квалификацию   | Не прошла квалификацию   | Не прошла квалификацию   |
| 2019  | 1/4 финала               | 4                        | 1                        | 2                        | 1                        | 5                        | 8                        |
| 2020  | Чемпионат отменён        | Чемпионат отменён        | Чемпионат отменён        | Чемпионат отменён        | Чемпионат отменён        | Чемпионат отменён        | Чемпионат отменён        |
| 2021  | Чемпионат отменён        | Чемпионат отменён        | Чемпионат отменён        | Чемпионат отменён        | Чемпионат отменён        | Чемпионат отменён        | Чемпионат отменён        |
| 2022  | Не прошла квалификацию   | Не прошла квалификацию   | Не прошла квалификацию   | Не прошла квалификацию   | Не прошла квалификацию   | Не прошла квалификацию   | Не прошла квалификацию   |
| 2023  | Не прошла квалификацию   | Не прошла квалификацию   | Не прошла квалификацию   | Не прошла квалификацию   | Не прошла квалификацию   | Не прошла квалификацию   | Не прошла квалификацию   |
| 2024  | 1/4 финала               | 4                        | 3                        | 1                        | 0                        | 13                       | 5                        |
| 2025  | Групповой этап           | 3                        | 0                        | 0                        | 3                        | 4                        | 9                        |
| 2026  | Будет определено позднее | Будет определено позднее | Будет определено позднее | Будет определено позднее | Будет определено позднее | Будет определено позднее | Будет определено позднее |
| 2027  | Будет определено позднее | Будет определено позднее | Будет определено позднее | Будет определено позднее | Будет определено позднее | Будет определено позднее | Будет определено позднее |
| Всего | 8/22                     | 28                       | 9                        | 10                       | 9                        | 41                       | 48                       |

*В ничьи включены также матчи плей-офф, которые завершились послематчевыми пенальти.

## Состав команды
Список футболистов, вызванных на матчи Чемпионата Европы по футболу среди юношей до 17 лет 2025, который проходил с 19 мая по 1 июня 2025 года.
| Криштоф Костелный | Зброёвка Брно    |
| Петр Кухарш       | Баник Острава    |
| Адам Паар         | Славия Прага     |
| Защитники         |                  |
| Милан Гендерикс   | ВВВ-Венло        |
| Мартин Коварж     | Славия Прага     |
| Себастьян Пех     | Спарта Прага     |
| Матьяш Сыроватка  | Градец-Кралове   |
| Йонаш Топич       | Спарта Прага     |
| Филип Цапка       | Сигма Оломоуц    |
| Полузащитники     |                  |
| Лукаш Ванек       | Градец-Кралове   |
| Мартин Палашчак   | Славия Прага     |
| Гуго Сохурек      | Спарта Прага     |
| Криштоф Чижек     | Хоффенхайм       |
| Томаш Шкубала     | Баник Острава    |
| Ян Янега          | Майнц 05         |
| Нападающие        |                  |
| Доминик Заяц      | Баник Острава    |
| Адам Новак        | Виктория Пльзень |
| Петр Потмешил     | Славия Прага     |
| Матоуш Срб        | Славия Прага     |
| Матиаш Томек      | Высочина Йиглава |
| Вит Шкронь        | Баник Острава    |

## Результаты и предстоящие матчи

### Чемпионат Европы по футболу 2025 среди юношей до 17 лет
Финальный раунд
| М | Команда | И | В | Н | П | Мячи  | ±  | О |
| - | ------- | - | - | - | - | ----- | -- | - |
| 1 | Италия  | 3 | 3 | 0 | 0 | 8 − 4 | +4 | 9 |
| 2 | Бельгия | 3 | 1 | 1 | 1 | 5 − 4 | +1 | 4 |
| 3 | Англия  | 3 | 1 | 1 | 1 | 7 − 7 | 0  | 4 |
| 4 | Чехия   | 3 | 0 | 0 | 3 | 4 − 9 | −5 | 0 |

Пояснения к таблице:
|  | выход в четвертьфинал |

| 20 мая 2025 Групповой этап | Италия | 2:1     | Чехия | Дуррес, Албания |
|                            |        | (отчёт) |       |                 |

| 23 мая 2025 Групповой этап | Бельгия | 3:1     | Чехия | Дуррес, Албания |
|                            |         | (отчёт) |       |                 |

| 26 мая 2025 Групповой этап | Чехия | 2:4     | Англия | Ррогозине, Албания |
|                            |       | (отчёт) |        |                    |

Отборочный раунд
Первый раунд
| М | Команда  | И | В | Н | П | Мячи   | ±   | О |
| - | -------- | - | - | - | - | ------ | --- | - |
| 1 | Чехия    | 3 | 2 | 1 | 0 | 14 − 3 | +11 | 7 |
| 2 | Германия | 3 | 2 | 1 | 0 | 15 − 5 | +10 | 7 |
| 3 | Беларусь | 3 | 1 | 0 | 2 | 5 − 12 | −7  | 3 |
| 4 | Андорра  | 3 | 0 | 0 | 3 | 1 − 15 | −14 | 0 |

Пояснения к таблице:
|  | выход в элитный раунд |

| 9 октября 2024 | Белоруссия | 0:3     | Чехия | Кельстербах, Германия |
|                |            | (отчёт) |       |                       |

| 12 октября 2024 | Чехия | 8:0     | Андорра | Франкфурт-на-Майне, Германия |
|                 |       | (отчёт) |         |                              |

| 15 октября 2024 | Чехия | 3:3     | Германия | Франкфурт-на-Майне, Германия |
|                 |       | (отчёт) |          |                              |

Второй раунд
| М | Команда   | И | В | Н | П | Мячи  | ±  | О |
| - | --------- | - | - | - | - | ----- | -- | - |
| 1 | Чехия     | 3 | 2 | 1 | 0 | 7 − 4 | +3 | 7 |
| 2 | Швейцария | 3 | 2 | 0 | 1 | 5 − 5 | 0  | 6 |
| 3 | Швеция    | 3 | 1 | 0 | 2 | 6 − 4 | +2 | 3 |
| 3 | Турция    | 3 | 0 | 1 | 2 | 3 − 8 | −5 | 1 |

Пояснения к таблице:
|  | выход в финальный раунд и квалификация на ЧМ-2025 |
|  | квалификация на ЧМ-2025                           |

| 19 марта 2025 | Чехия | 3:2     | Швеция | Баден, Швейцария |
|               |       | (отчёт) |        |                  |

| 22 марта 2025 | Чехия | 1:1     | Турция | Баден, Швейцария |
|               |       | (отчёт) |        |                  |

| 25 марта 2025 | Швейцария | 1:3     | Чехия | Баден, Швейцария |
|               |           | (отчёт) |       |                  |